# Смотрич, Юрий Иванович
Юрий Иванович Смотрич (укр. Юрій Іванович Смотрич; род. 5 июня 1962, Одесса) — украинский футболист, защитник.

## Игровая карьера
Воспитанник СДЮСШОР «Черноморец». Первый тренер — С. И. Альтман. С 1980 по 1982 год выступал за дубль «Черноморца». В период с 1983 по 1986 и с 1989 по 1990 годы сыграл 69 матчей в высшей лиге чемпионата СССР. Во время службы в армии, играл за «СКА-Карпаты» (Львов).
В 1991 году отправился играть в Чехословакию. Выступал за местный клуб «Зброёвка» из Брно. Вместе с Юрием за чешский клуб играл его бывший партнёр по одесскому «Черноморцу», Игорь Юрченко, а через год к ним присоединился и брат Игоря, Николай. Украинские игроки смогли помочь клубу вернуться в элитный дивизион Чехословакии.
После возвращения на Украину некоторое время играл за «Черноморец» (обладатель Кубка Украины 1994) и соседний «Николаев». В 1995 году сыграл 7 матчей в ивано-франковском «Прикарпатье» у тренера Игоря Юрченко, где и завершил игровую карьеру.
Переехал в США. В Америке играл за полулюбительские команды «Рочестер Райнос» и «Russian-American United». Неоднократно участвовал в играх проходящего в США турнира памяти В. В. Лобановского.